# Double Platinum
Double Platinum – pierwszy album kompilacyjny amerykańskiej grupy rockowej Kiss wydany w czerwcu 1978 roku nakładem Casablanca Records.

## Utwory
Strona pierwsza
| 1. | „Strutter ’78” (Paul Stanley, Gene Simmons)        | 3:41  |
|    |                                                    |       |
| 2. | „Do You Love Me?” (Kim Fowley, Bob Ezrin, Stanley) | 3:33  |
|    |                                                    |       |
| 3. | „Hard Luck Woman” (Stanley)                        | 3:24  |
|    |                                                    |       |
| 4. | „Calling Dr. Love” (Simmons)                       | 3:20  |
|    |                                                    |       |
| 5. | „Let Me Go, Rock 'N Roll” (Stanley, Simmons)       | 2:15  |
|    |                                                    |       |
|    |                                                    | 16:13 |
|    |                                                    |       |
Strona druga
| 1. | „Love Gun” (Stanley)         | 3:27  |
|    |                              |       |
| 2. | „God of Thunder” (Stanley)   | 4:30  |
|    |                              |       |
| 3. | „Firehouse” (Stanley)        | 3:20  |
|    |                              |       |
| 4. | „Hotter Than Hell” (Stanley) | 3:30  |
|    |                              |       |
| 5. | „I Want You” (Stanley)       | 3:02  |
|    |                              |       |
|    |                              | 17:49 |
|    |                              |       |
Strona trzecia
| 1. | „Deuce” (Simmons)                                                         | 3:02  |
|    |                                                                           |       |
| 2. | „100,000 Years” (Stanley, Simmons)                                        | 3:24  |
|    |                                                                           |       |
| 3. | „Detroit Rock City” (Stanley, Ezrin)                                      | 4:26  |
|    |                                                                           |       |
| 4. | „Rock Bottom (Intro)/She” (Stanley, Ace Frehley/Simmons, Stephen Coronel) | 5:27  |
|    |                                                                           |       |
| 5. | „Rock and Roll All Nite” (Stanley, Simmons)                               | 2:45  |
|    |                                                                           |       |
|    |                                                                           | 19:04 |
|    |                                                                           |       |
Strona czwarta
| 1. | „Beth” (Peter Criss, Stan Penridge, Ezrin) | 2:45  |
|    |                                            |       |
| 2. | „Makin’ Love” (Stanley, Sean Delaney)      | 3:12  |
|    |                                            |       |
| 3. | „C’mon and Love Me” (Stanley)              | 2:54  |
|    |                                            |       |
| 4. | „Cold Gin” (Frehley)                       | 4:31  |
|    |                                            |       |
| 5. | „Black Diamond” (Stanley)                  | 4:14  |
|    |                                            |       |
|    |                                            | 17:36 |
|    |                                            |       |

### Twórcy
- Gene Simmons – gitara basowa, wokal
- Paul Stanley – gitara rytmiczna, wokal
- Ace Frehley – gitara prowadząca
- Peter Criss – perkusja, wokal

## Notowania
| Notowanie     | Najwyższa pozycja |
| ------------- | ----------------- |
| USA           | 22.               |
| Japonia       | 19.               |
| Nowa Zelandia | 19.               |
| Austria       | 17.               |
| Kanada        | 15.               |

Album – Billboard (Ameryka Pn.)
| Rok  | Notowanie  | Pozycja |
| ---- | ---------- | ------- |
| 1978 | Pop Albums | 22.     |

Single – Billboard (Stany Zjednoczone)
| Rok  | Singel            | Notowanie   | Pozycja |
| ---- | ----------------- | ----------- | ------- |
| 1978 | „Hard Luck Woman” | Pop Singles | 15.     |

Single – Billboard (Austria)
| Rok  | Singel        | Notowanie   | Pozycja |
| ---- | ------------- | ----------- | ------- |
| 1978 | „Strutter 78” | Pop Singles | 89.     |